# Purpuricenus tsherepanovae
Purpuricenus tsherepanovae är en skalbaggsart som beskrevs av Cherepanov 1980. Purpuricenus tsherepanovae ingår i släktet Purpuricenus och familjen långhorningar. Inga underarter finns listade i Catalogue of Life.